# 30445 Stirling
30445 Stirling è un asteroide della fascia principale. Scoperto nel 2000, presenta un'orbita caratterizzata da un semiasse maggiore pari a 2,6980150 au e da un'eccentricità di 0,1500493, inclinata di 12,04837° rispetto all'eclittica.
L'asteroide è dedicato al matematico scozzese James Stirling.